# Cratere Timiryazev
Timiryazev è un cratere lunare di 52,15 km situato nella parte sud-orientale della faccia nascosta della Luna.